# Схизонепета однолетняя
Схизонепета однолетняя (лат. Schizonepeta annua) — многолетнее травянистое растение; вид рода Схизонепета (Schizonepeta) семейства Яснотковые (Lamiaceae).
Встречается в Сибири, на Дальнем Востоке, в Монголии и Китае.
Растёт каменистых склонах и скалах, в горах на высотах 1000—2000 метров, на щебнистых и галечных склонах горных рек.

## Ботаническое описание
Стебли одиночные или немногочисленные, высотой 9—40 см, прямые или восходящие, опушённые простыми, тонкими волосиками. Пазушные ветви облиственные, кончающиеся соцветиями, иногда ветвистые.
Листья до 4,5 см длиной и 3 см шириной, широко или продолговато яйцевидные, глубоко дваждыперисторассечённые, на верхушке тупые или закруглённые, опушённые.
Ложные мутовки 6—10 цветковые, скученные на верхушке стебля и пазушных ветвей в плотные колосовидные соцветия. Прицветники линейно-шиловидные, короткие.
Плод — тёмно-бурый, продолговатый орешек.

## Значение и применение
В надземной части растения содержится эфирное масло (до 0,56 %), представляющее собой жидкость светло-жёлтого цвета с приятным запахом мяты. В состав масла входит до 55 % тимола.
Эфирное масло может служить источником тимола.

## Таксономия
|  |                                      |  |                                                             |                                                             |                      |  | ещё 21 семейство (согласно Системе APG II) | ещё 21 семейство (согласно Системе APG II) |                           |  |  |  | ещё около 132 родов | ещё около 132 родов        |  |  |
|  |                                      |  |                                                             |                                                             |                      |  | ещё 21 семейство (согласно Системе APG II) | ещё 21 семейство (согласно Системе APG II) |                           |  |  |  | ещё около 132 родов | ещё около 132 родов        |  |  |
|  |                                      |  |                                                             | порядок Ясноткоцветные                                      |                      |  |                                            |                                            | подсемейство Котовниковые |  |  |  |                     | вид Схизонепета однолетняя |  |  |
|  |                                      |  |                                                             | порядок Ясноткоцветные                                      |                      |  |                                            |                                            | подсемейство Котовниковые |  |  |  |                     | вид Схизонепета однолетняя |  |  |
|  | отдел Цветковые, или Покрытосеменные |  |                                                             |                                                             | семейство Яснотковые |  |                                            |                                            | род Схизонепета           |  |  |  |                     |                            |  |  |
|  | отдел Цветковые, или Покрытосеменные |  |                                                             |                                                             |                      |  |                                            |                                            |                           |  |  |  |                     |                            |  |  |
|  |                                      |  | ещё 44 порядка цветковых растений (согласно Системе APG II) | ещё 44 порядка цветковых растений (согласно Системе APG II) |                      |  |                                            | ещё 7 подсемейств                          | ещё 7 подсемейств         |  |  |  | ещё два вида        |                            |  |  |
|  |                                      |  |                                                             | ещё 44 порядка цветковых растений (согласно Системе APG II) |                      |  |                                            |                                            | ещё 7 подсемейств         |  |  |  |                     |                            |  |  |